# Garrett Reisman
Garrett Erin Reisman (født 10. februar 1968) er en NASA-astronaut der har været to gang i rummet – inklusiv to halve rumfærge-missioner.
Han har tidligere opholdt sig i 2 uger i et undervandslaboratorium NEEMO i 2003, der minder om forholdene om bord på en rumstation.
Garrett Reisman kom op til Den Internationale Rumstation med STS-123 Endeavour d. 13. marts 2008 hvor han afløste Léopold Eyharts som besætningsmedlem på ISS Ekspedition 16. I april 2008 skiftede han til ekspedition 17 da Peggy Whitson og Jurij Malentjenko (eksp. 16 stambesætning) blev afløst af Sergej Volkov og Oleg Kononenko (eksp. 17 stambesætning). 
Den 2. juni 2008 afløste Reisman Gregory Chamitoff, Reisman returnerede med STS-124 Discovery 14. juni 2008.  